# Voo United Airlines 93
O Voo United Airlines 93 (ICAO: UAL 93) era um voo doméstico regular de passageiros que foi sequestrado por quatro terroristas da Al-Qaeda a bordo como parte dos ataques de 11 de setembro. O avião acabou caindo no condado de Somerset, na Pensilvânia, após uma tentativa dos passageiros e da tripulação de recuperar o controle do avião dos sequestradores. Todas as 44 pessoas a bordo foram mortas, incluindo os sequestradores. A aeronave, um Boeing 757-222, fazia o voo matinal diário programado da United Airlines do Aeroporto Internacional de Newark, em Nova Jérsia, para o Aeroporto Internacional de São Francisco, na Califórnia.
Os sequestradores invadiram o cockpit da aeronave 46 minutos após a decolagem. O capitão e o primeiro oficial lutaram com os sequestradores, que foi transmitido ao Controle de Tráfego Aéreo. Ziad Jarrah, que havia treinado como piloto, assumiu o controle da aeronave e a desviou de volta para a costa leste, na direção de Washington, D.C., capital dos EUA. Khalid Sheikh Mohammed e Ramzi bin al-Shibh, considerados os principais instigadores dos ataques, alegaram que o alvo pretendido era o Capitólio dos EUA.
A investigação do FBI concluiu que o avião fora sequestrado por quatro terroristas, entretanto os passageiros tentaram recuperar o controle do avião e impedir a ação dos terroristas. Com o conflito, os terroristas teriam causado a queda do avião.
Entre as evidências, há o registro de briga e gritos na caixa preta, declarações de parentes e amigos que conversaram com os passageiros por telefone e objetos encontrados nos destroços.
Há versões extra-oficiais que afirmam que o avião supostamente foi atingido por um míssil do próprio governo americano, como um meio de proteger a sede do governo.
Porém, não há evidências sólidas para sustentar essa possibilidade, as quais se argumenta que o governo teria escondido.

## Embarque
Os terroristas foram no Aeroporto de Newark às 07h30, Ziad Jarrah, Saeed al-Ghamdi, Ahmed al-Nami e Ahmed al-Haznawi embarcaram no avião entre 07h39 e 07h48. Não havendo sessão de classe executiva, Jarrah ficou no assento 1B, mais próximo do cockpit; Nami e Ghamdi se sentaram nos assentos 3C e 3D. Haznawi, se sentou no assento 6B. Os terroristas fizeram check-in antes da embarcação, todos passaram, mas Haznawi foi selecionado pelo CAPPS. Sua bagagem despachada foi examinada em busca de explosivos e depois colocada no avião. Assim como de Boston, não tinha câmeras de vigilância no aeroporto e, por isso, não há prova se os alarmes foram disparados ou se os procedimentos de segurança operados pela ARS foram executados. Mais tarde, os investigadores não se lembravam de nada incomum ou suspeito. O avião estava programado para decolar às 08:00, mas decolou 42 minutos depois em razão do aeroporto estar lotado. Os terroristas derrotaram todas as camadas de segurança que a aviação civil dos EUA tinha em vigor para evitar um sequestro naquela época. Havia 37 passageiros, 7 tripulantes e os 4 terroristas.

## A aeronave

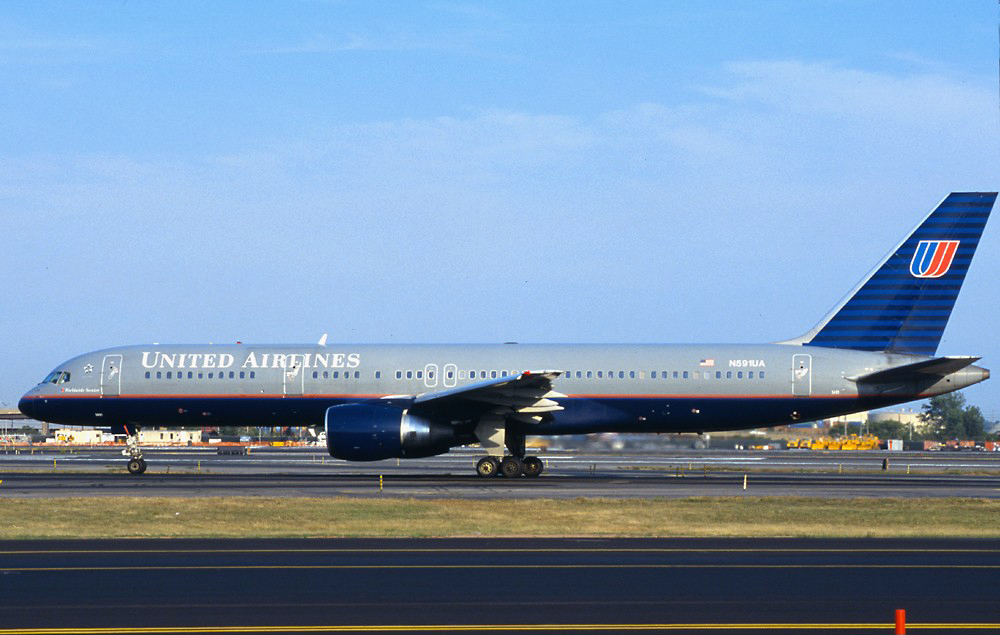
A aeronave Boeing 757–222 de registro N591UA em 8 de setembro de 2001, três dias antes do ataque.

A aeronave era um Boeing 757–222 de registro N591UA, fabricada em 1996 com capacidade para 182 passageiros.

## História
O voo UA93, a bordo do avião 757-222 de matrícula N591UA, partiu da cidade de Newark (Nova Jersey) às 8h42 da manhã com destino à cidade de São Francisco (Califórnia) com 37 passageiros, incluindo os terroristas, e sete tripulantes, sendo cinco comissários de bordo e dois pilotos. Quatro minutos após a decolagem, o voo 11 colidiu com a Torre Norte do World Trade Center. Dezessete minutos depois, o voo 175 colidiu com a Torre Sul.
Às 09h28, o voo 93 fez o último contato com controle de tráfego aéreo. Segundos depois, o avião seria sequestrado. Jarrah e Ghamdi foram em direção ao cockpit, onde eles pediram para uma comissária abrisse a porta. Os pilotos foram mortos e Jarrah assumiu o controle do avião. Às 09h31, Jarrah tentou se comunicar com os passageiros, anunciando uma bomba a bordo, mas acidentalmente se comunicou com o controle de voo. O piloto faria nova comunicação, desta vez com a tripulação, indicando que, em razão da bomba, estariam voltando para o aeroporto. Nove minutos depois, o voo 77 colidiria com o Pentágono.
Jarrah redirecionou a aeronave rumo a Washington, D.C.. A partir deste ponto, os passageiros passaram a ligar para familiares alertando quanto ao sequestro. Em razão da nova direção de voo,  supõe-se que a intenção dos sequestradores era colidi-lo com o Capitólio ou com a Casa Branca.

Em razão das ligações, os passageiros teriam descoberto sobre os sequestros dos outros três aviões, os quais já haviam colidido com as torres gêmeas do World Trade Center e com o Pentágono. Vários deles despediram-se de seus parentes antes da queda. Às 09h57, vinte minutos após o voo 77 ter colidido com o Pentágono, a reação dos passageiros começou. Um dos passageiros, Todd Beamer, iniciou um motim contra os sequestradores. Em resposta, o piloto começa a fazer com que o avião manobrasse de forma brusca para desestabilizar os passageiros. Após os sequestradores estabilizarem o avião para realizar seu ultimo ato, foram atacados pelos passageiros, o que ocasionou uma descida brusca do avião em velocidade de cerca de 930 km/h. 

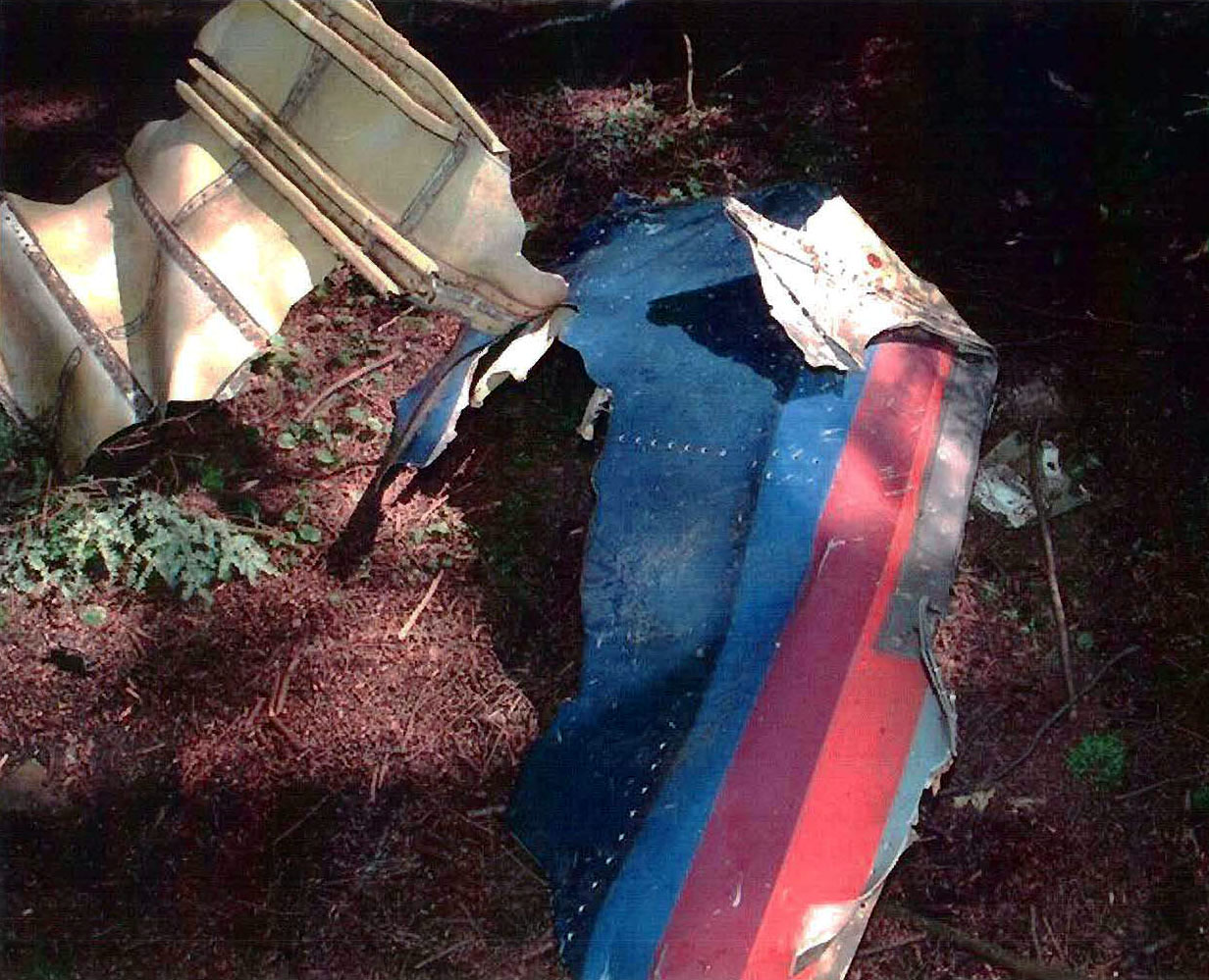
Parte da fuselagem do avião.

Às 10h03 da mesma manhã, apenas uma hora depois do voo 175 colidir contra a Torre Sul, o voo 93 caiu em uma área rural próxima da cidade de Shanksville (Pensilvânia).
Os passageiros do voo 93 tornaram heróis, sendo a história retratada em filmes e livros como United 93 (Voo United 93) que traz uma reconstituição cinematográfica da história e relatos da catastrófica situação que decorreu-se a bordo da aeronave.    

## Sequestradores
- Ziad Jarrah  Líbano (lider e piloto)
- Ahmed al Nami  Arábia Saudita
- Saeed al-Ghamdi  Arábia Saudita
- Ahmed al-Haznawi  Arábia Saudita

## Vítimas
Fonte: Flight 93 National Memorial 

### Tripulação
- Capitão Jason M. Dahl
- Primeiro Oficial LeRoy Homer
- Comissária de Bordo Lorraine G. Bay
- Comissária de Bordo Sandy Waugh Bradshaw
- Comissária de Bordo Wanda Anita Green
- Comissária de Bordo CeeCee Ross Lyles
- Comissária de Bordo Deborah Jacobs Welsh

### Passageiros
- Christian Adams
- Todd M. Beamer
- Alan Anthony Beaven
- Mark Bingham
- Deora Frances Bodley
- Marion R. Britton
- Thomas E. Burnett, Jr.
- William Joseph Cashman
- Georgine Rose Corrigan
- Patricia Cushing
- Joseph DeLuca
- Patrick Joseph Driscoll
- Edward Porter Felt
- Jane C. Folger
- Colleen L. Fraser
- Andrew (Sonny) Garcia
- Jeremy Logan Glick
- Kristin Osterholm White Gould
- Lauren Catuzzi Grandcolas
- Donald Freeman Greene
- Linda Gronlund
- Richard J. Guadagno
- Toshiya Kuge
- Hilda Marcin
- Waleska Martinez
- Nicole Carol Miller
- Louis J. Nacke II
- Donald Arthur Peterson
- Jean Hoadley Peterson
- Mark David Rothenberg
- Christine Ann Snyder
- John Talignani
- Honor Elizabeth Wainio

## Na cultura popular
O voo 93 foi tema de vários filmes e documentários, incluindo The Flight That Fought Back, Flight 93 e o longa-metragem United 93. Um documentário de 60 minutos intitulado I Missed Flight 93 foi ao ar no History Channel no início de 2006, apresentando entrevistas com o regular do voo 93 Frank Robertazzi; o pintor Daniel Belardinelli, cujo tio, William Cashman, morreu no voo; e a cirurgiã de voo Heather Ogle, que estava reservada no assento 1A ao lado de Jarrah.